# 庫珀雪原
庫珀雪原（英語：Cooper Snowfield）是南極洲的雪原，位於奧次地，屬於邱吉爾山脈的一部分，面積約65平方公里，海拔高度超過1,200米，以美國地質調查局的海洋地球物理學家命名，現時由南極條約體系管理。